# Heavy Metal: F.A.K.K. 2
Heavy Metal F.A.K.K 2 es un videojuego en tercera persona realizado por Ritual Entertainment hecho en el año 2000. Es una secuela de la película animada Heavy Metal 2000, que narra las aventuras de Julie en su búsqueda por salvar su planeta de Gith, una malvada entidad que trata de conquistar el universo. Usando una variedad amplia de armas, Julie debe combatir las fuerzas de Gith y al mismo tiempo descubrir el secreto de su planeta.
FAKK2 permite al jugador usar dos armas al mismo tiempo, dependiendo de la situación, para lograr una máxima defensa, poder de fuego o una combinación de ambos, logrando un rango de ataque a corta y larga distancia. El jugador además puede usar escudos para bloquear ataques, y realizar distintos combos usando espadas y armas de fuego. El videojuego utiliza el engine de Quake III y combina la acción con puzles variados.

## Historia anterior
FAKK2 significa "zona de muerte cetogénica asignada de la Federación" (En inglés 'Federation-Assigned Ketogenic Killzone') y es tanto el alias de Julie como el del planeta. Antes de comenzar, se nos cuenta que Julie había peleado con el aspirante a dios Tyler, y llevó al resto de su pueblo a un planeta llamado Edén. Este planeta es camuflado con un artefacto FAKK2, que lo hace parecer un lugar baldío y peligroso, con la esperanza de que ni Gith ni Tyler los encuentren, ya que aún siguen en libertad. Gith (que aparece como una cabeza en pocas partes del juego), tiene una híper corporación, llamada "Industrias Gith", cuyos empleados son poco más que esclavos. Él barre el universo en una nave compuesta por las tres cuartas partes de un planeta, y se dirige a otro llamado Na'ChThraThull, o planeta de las máquinas blandas, que resulta ser Edén.
Mientras tanto la gente de Edén ha descubierto que el agua del planeta tiene propiedades extrañas, y han rejuvenecido y prolongado la vida de la gente. Esta "Agua" es muy importante, es uno de los recursos del juego, y hay que recolectar la mayor cantidad posible, ya que hace que Julie se mueva más rápido y salte más alto. Los sobrevivientes de Edén viven en un semiparaíso rural, junto con "Creepers", animales que se asemejarían a vacas, haciendo su vida.
Luego una serie de asteroides derriba el escudo del planeta, y un gran número de criaturas invade el planeta. Estos incluyen enormes mosquitos, junto con su madre, un enorme insecto gordo llamado Vymish-Mama, unos monstruos sin piel como osos llamados Grawlix, plantas que lanzan dardos envenenados, plantas carnívoras, Fleshbinders y Soul Harvesters (Cosechadores de almas). Julie viaja a través de cloacas para restablecer el escudo, pero el dispositivo es destruido, así que emprende un viaje para encontrarse con Gruff, quién le enseñará cómo llegar al templo de los We. Ella realiza los cuatro desafíos de los templos del Agua de la Pureza, el Espíritu del Viento, la Santidad de la Sangre y el Puente de la Razón. Al final consigue llegar al corazón de los We, pero allí la espera Gith, que utiliza el corazón para traer a la vida a Lord Tyler. Julie pelea con Tyler, lo logra vencer y recupera el corazón de los We, pero Gith ha secuestrado a su hermana embarazada, dejando espacio para una futura secuela.
Julie fue inspirada e interpretada por la actriz de películas clase B Julie Strain.